# Сабов Кирило Антонович
Кирило Антонович Сабов (1838 — 1914) — закарпатський педагог, публіцист, видавець та журналіст москвофільської орієнтації.

## Життєпис
Народився у селі Ставне (Ужгородська жупа). Закінчив академію в м. Сату Маре та Центральну теологічну семінарію у Відні (1857—1860). Священик (студії в Барбареум), професор російської мови, історії і географії Ужгородської гімназії (1862—1872). Написав «Граматику письменного русского язика» (1865), читанку (1868). За свої слов'янофільські переконання перенесений до Сеґедина і Кошиць.
Разом із Ю. Ігнатовичем редагував першу підкарпатську газету «Свѣтъ» (1867–1869), працівник сатиричного тижневика «Сова», дописував до газети «Слово» у Львові.

## Доробок
- Грамматика письменнаго русскаго языка. (1865)
- Краткій сборникъ избранныхъ сочиненій въ прозѣ и стихахъ для упражненія въ русскомъ языкѣ. (1868)